# Tiertransport

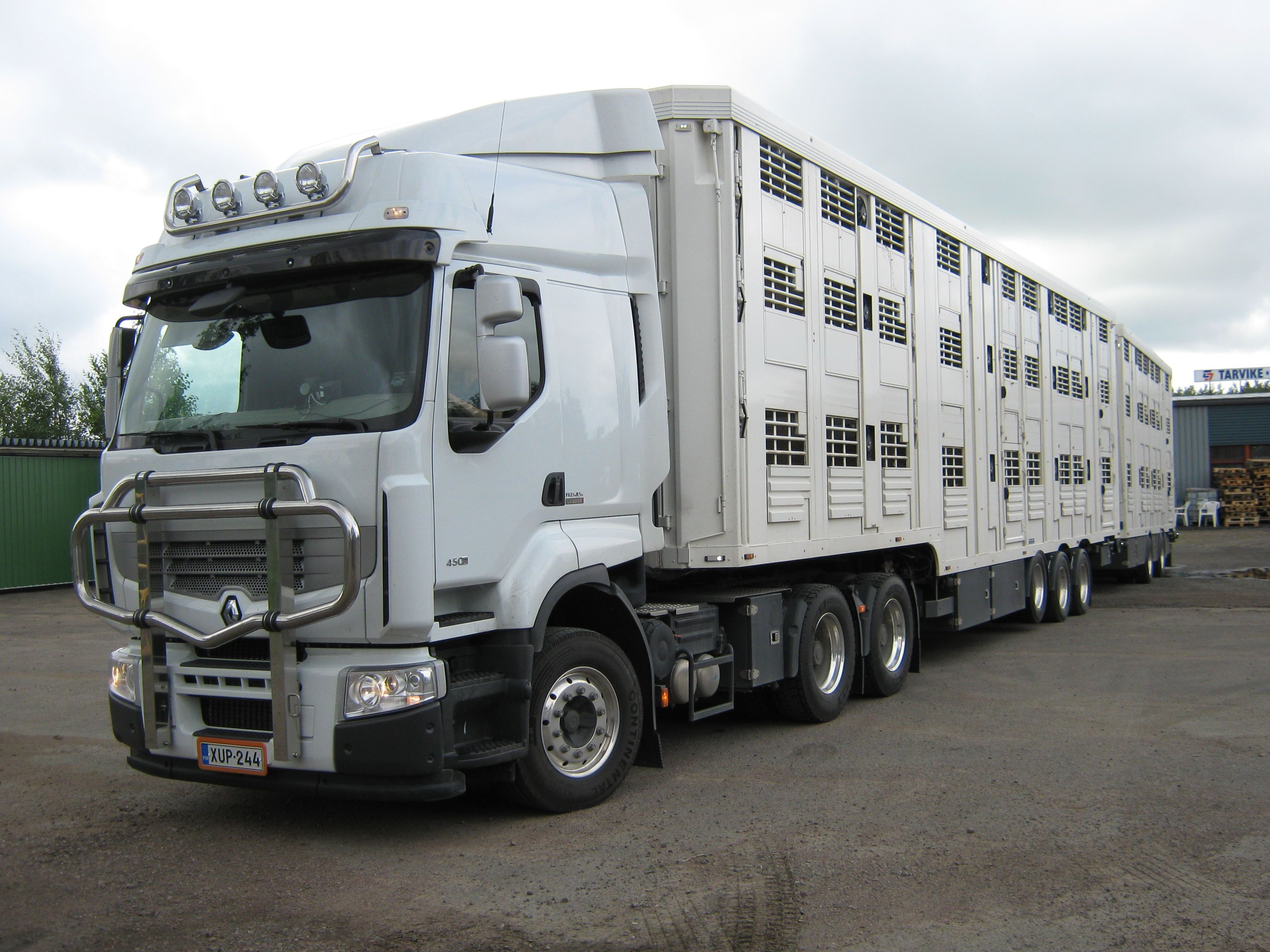
Dreistöckiger Viehtransporter

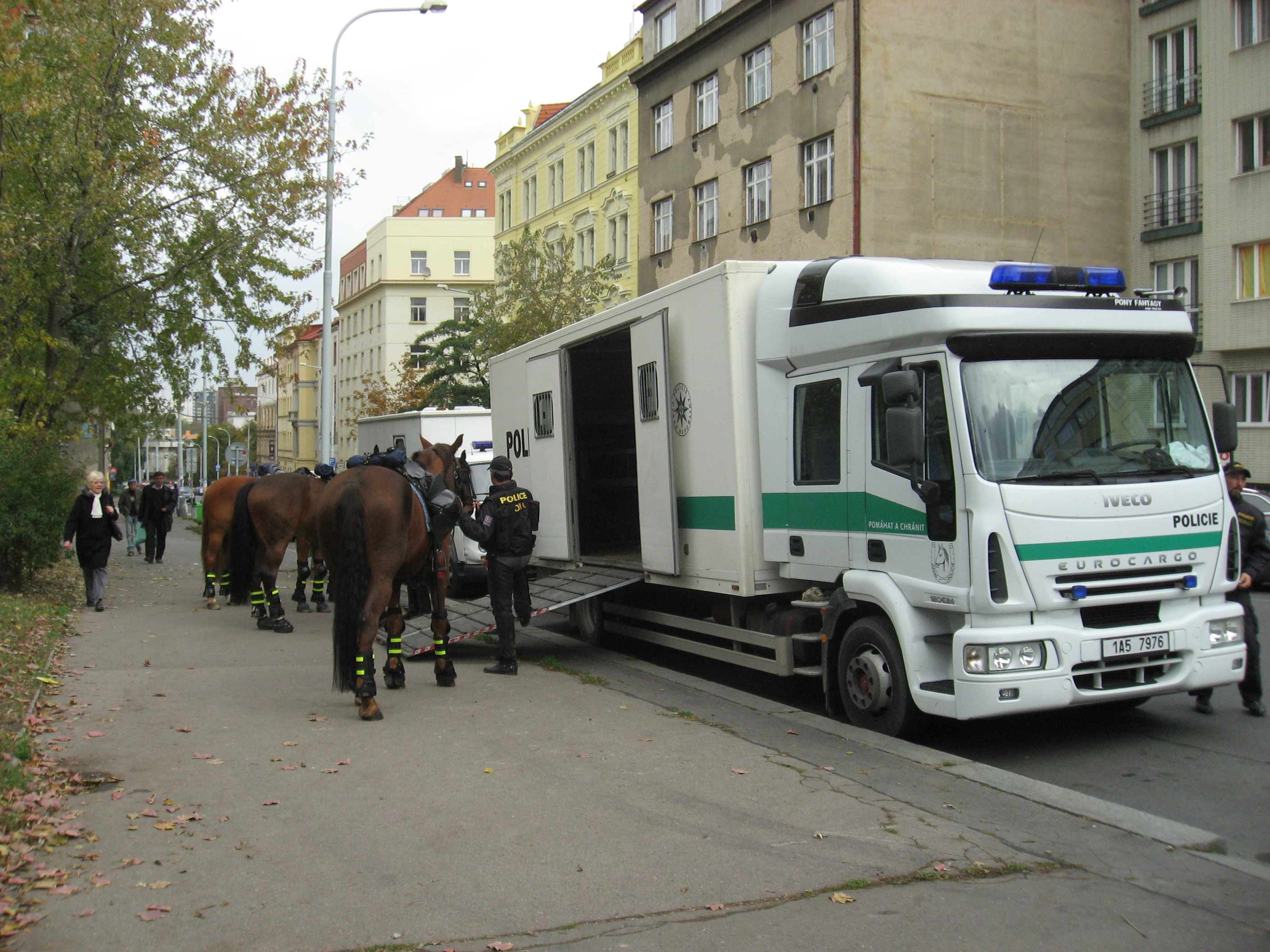
Transport von Polizeipferden

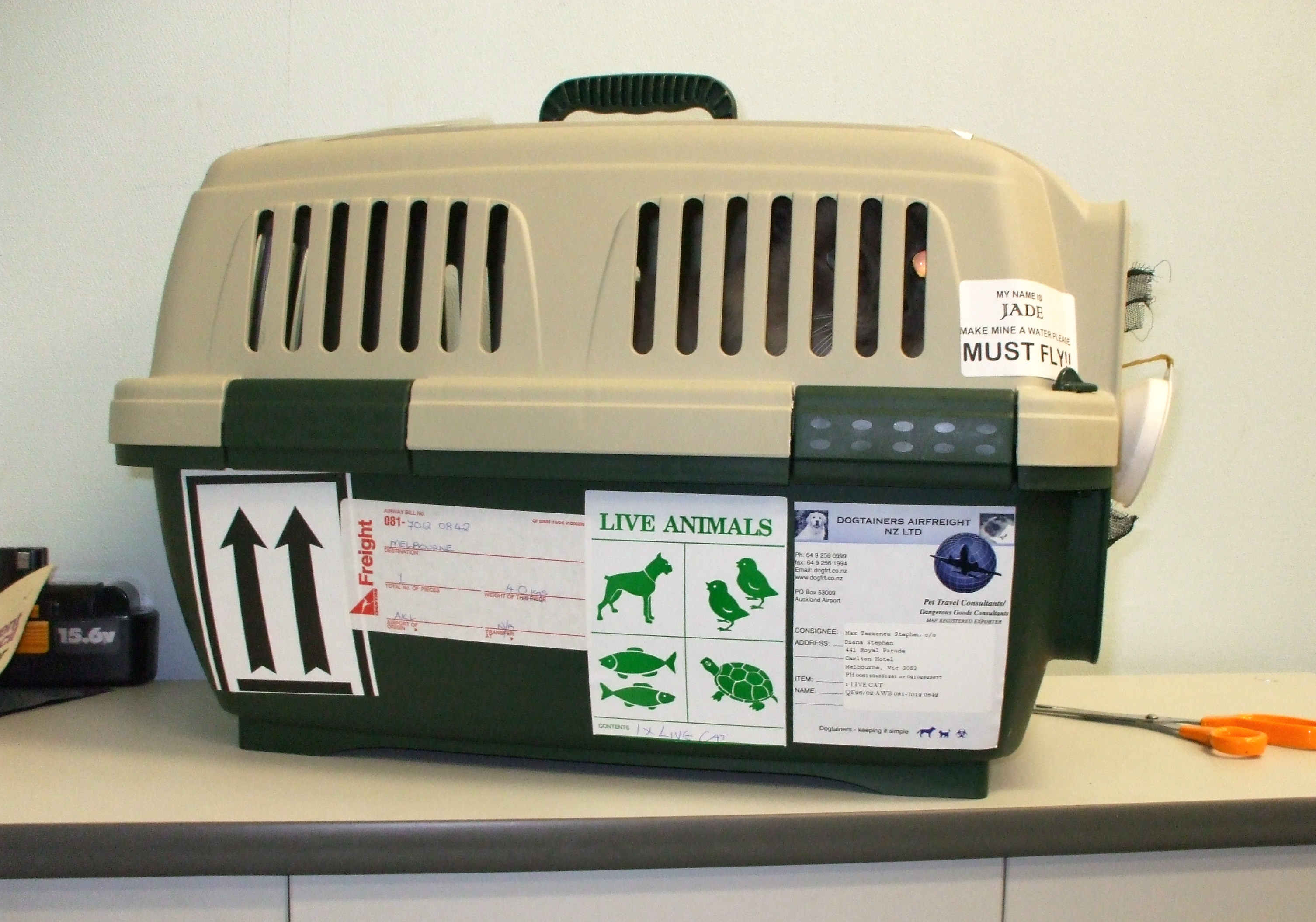
Haustiertransportbox für internationale Flüge

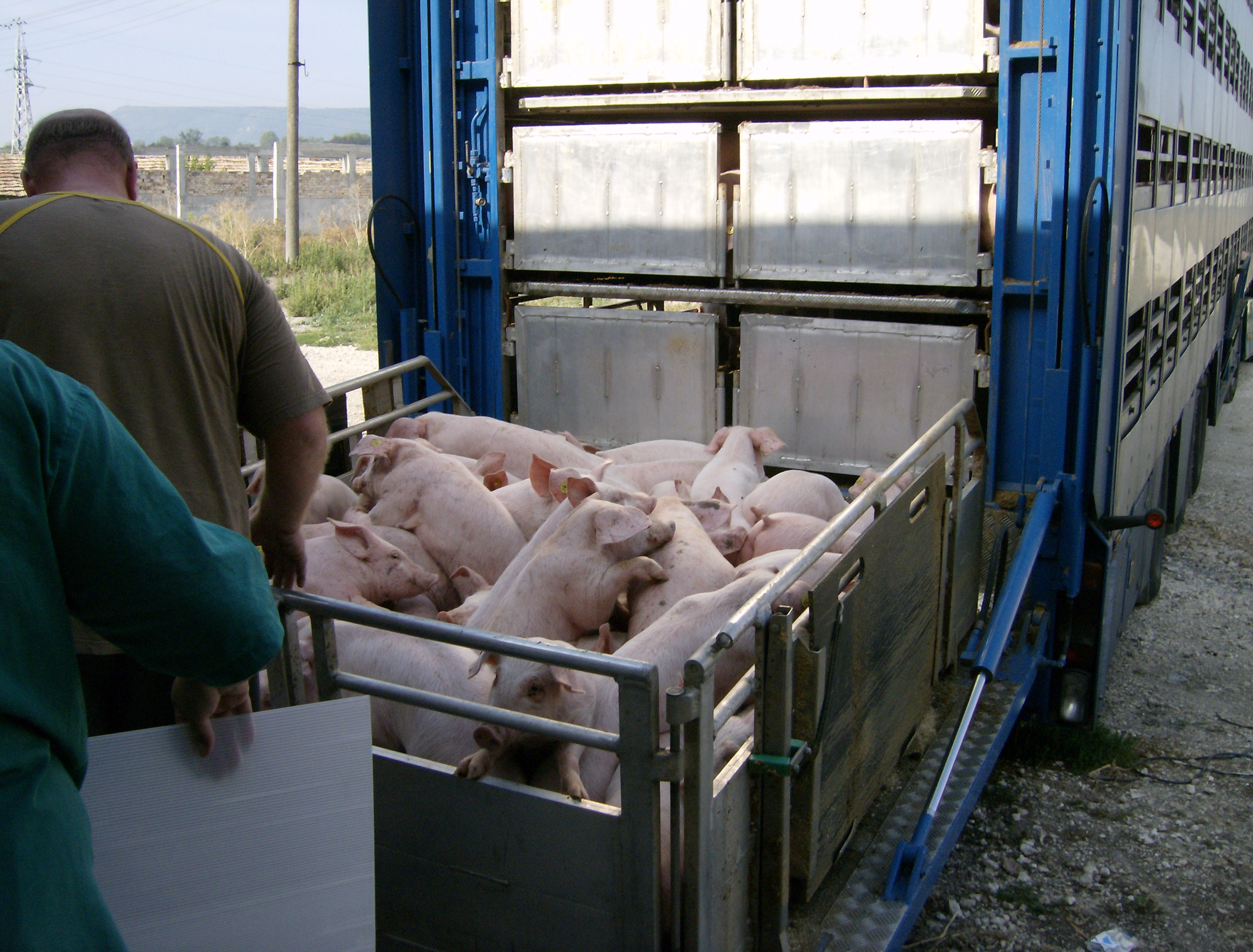
Verladen von Ferkeln (ca. 30 kg) für Transport zum Mastbetrieb

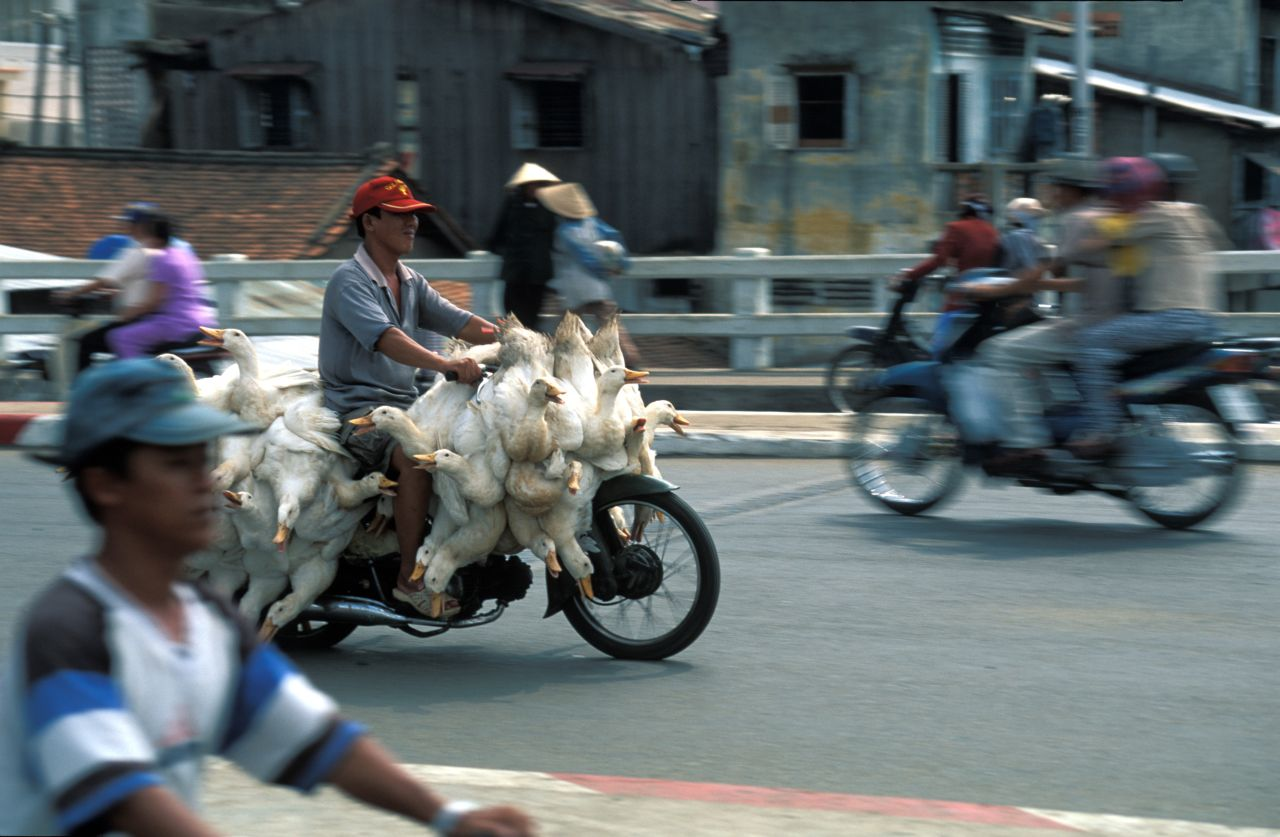
In Entwicklungsländern gelten oft weniger strenge Tiertransportbestimmungen als in der Europäischen Union.

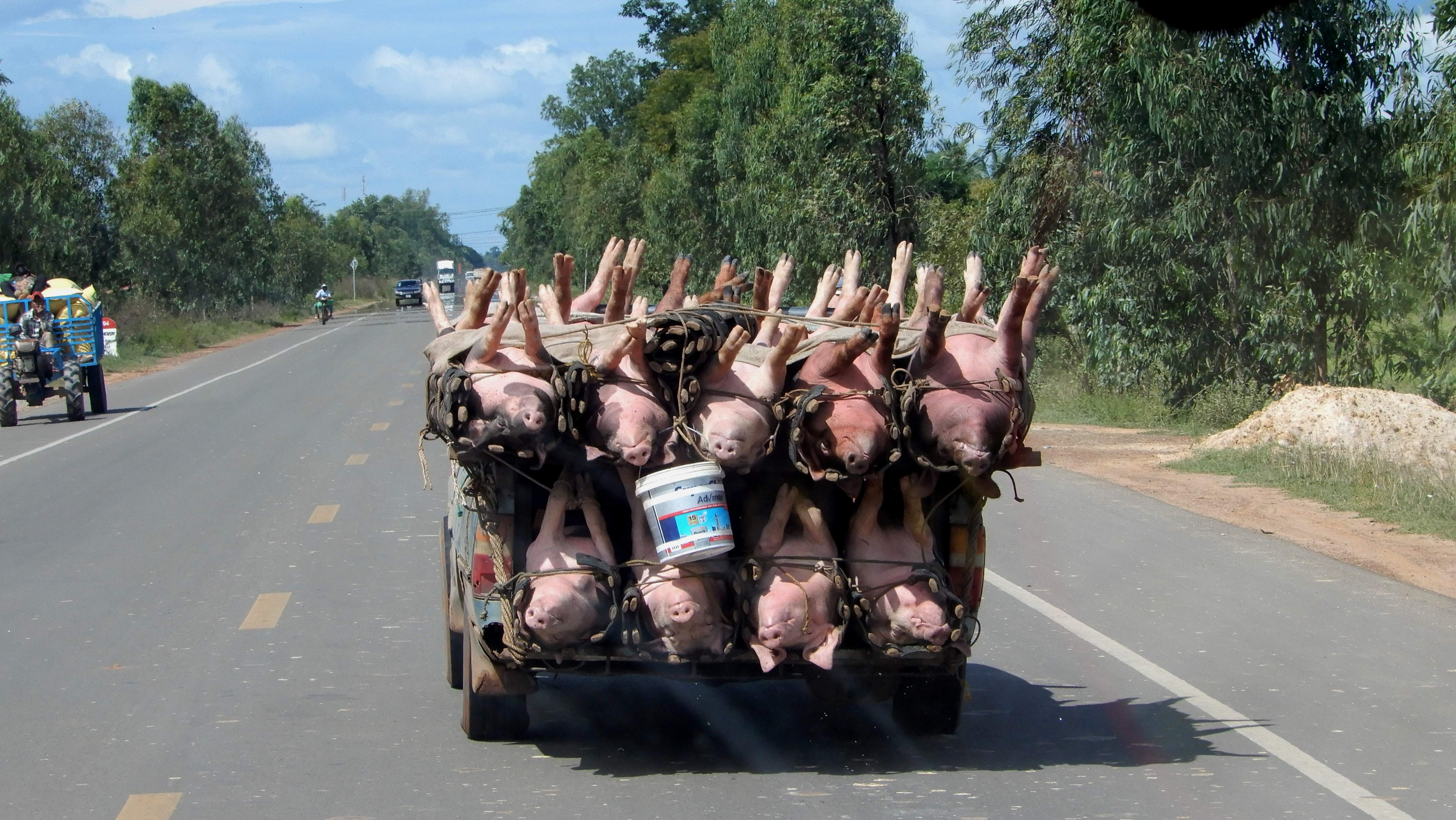
Transport lebender Schweine in Kambodscha

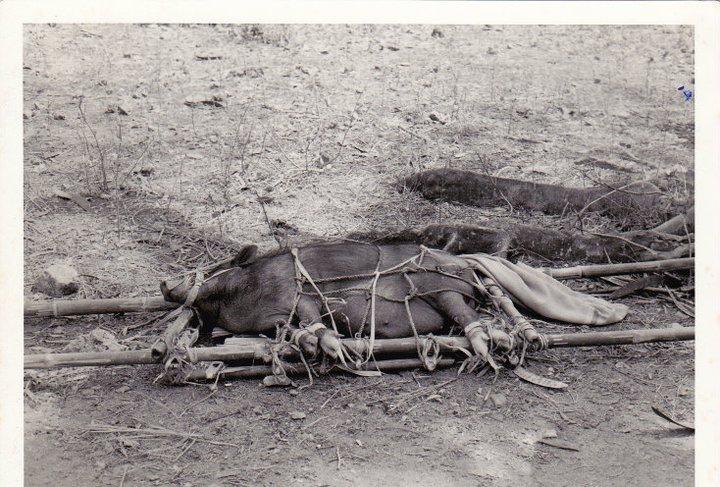
Lebend-Schweinetransport auf Timor (um 1970)

Unter einem Tiertransport versteht man den Vorgang zur Beförderung mindestens eines lebenden Tieres; eine Begriffsverwendung im Sinne einer Beförderung durch Tiere (wie Lastesel oder Brieftaube) ist wenig gebräuchlich. Oft wird der Begriff gleichbedeutend mit dem engeren Begriff Viehtransport gebraucht, also einer Beförderung von Vieh.
Die deutsche Tierschutztransportverordnung (TierSchTrV) definiert den Begriff nicht; sie knüpft an Definitionen der für die EU geltenden Verordnung (EG) Nr. 1/2005 an, deren Durchführung die TierSchTrV dient. Für diese Zwecke ist „Transport“ definiert als: jede Bewegung von lebenden Wirbeltieren in einem oder mehreren Transportmitteln sowie alle damit zusammenhängenden Vorgänge, einschließlich des Verladens, Entladens, Umladens und Ruhens, bis zum Ende des Entladens der Tiere am Bestimmungsort; der Begriff ist nicht auf gewerbliche Transporte beschränkt.

## Allgemeine Situation
Anlässe für einen Tiertransport können unterschiedlich sein: Es kann sich um Zucht-, Mast-, Sport-, Schlacht-, Zoo-, Zirkustiere oder um Tiere handeln, die für Tierversuche bestimmt sind, mit Privatpersonen reisen oder im Onlineshop gekauft mit der Post verschickt werden.
Das Schienenverkehrsunternehmen DB Cargo stellte zum 1. April 2001 den Transport lebender Tiere auf der Schiene ein. Die Begründung war, man wolle bei diesem sensiblen Thema keinen öffentlichen Prügelknaben spielen. Zudem war es im Jahr 2000 durch BSE-Fälle sowie MKS zu einem deutlichen Rückgang der Transporte gekommen, sodass man den Zeitpunkt für richtig befand.
Tiertransporte über See finden an Bord spezialisierter Schiffe, sogenannter Tiertransporter statt. Das europäische wie deutsche Tiertransportrecht kennt diesen Begriff nicht, sondern nur das „Tiertransportschiff“.
Lebende Hühner, Schweine, Rinder, Ziegen und Schafe, welche per LKW oder Schiff transportiert wurden in Milliarden:

### Postbeförderung
Ausgeschlossen von der Postbeförderung sind lebende Tiere mit Ausnahme von: Bienen, Blutegeln und Seidenraupen (jedoch nicht in Wertsendungen); Schmarotzern und Vertilgern schädlicher Insekten, die durch diese Insekten unter Kontrolle gehalten werden sollen und die zwischen amtlich anerkannten Stellen ausgetauscht werden (jedoch nicht in Wertsendungen); Fliegen der Familie Drosophilidae, die zum Zweck der biologischen Forschung zwischen offiziell anerkannten Einrichtungen ausgetauscht werden (jedoch nicht in Wertsendungen).

### Grenzüberschreitende Lebendtransporte

#### Weltweit/Europäische Union
Im Jahr 2019 wurden weltweit rund 1,8 Milliarden lebende Hühner, Schweine, Schafe, Ziegen und Rinder exportiert. Die Europäische Union war laut Schätzung der Welternährungsorganisation für über drei Viertel dieser Transporte verantwortlich.

#### Deutschland
Einfuhr nach Deutschland:
- Rinder: 150.000 Tiere
- Schweine: 13,9 Millionen Tiere (überwiegend Ferkel)
- Schlachtschweine: 4,6 Millionen (Anzahl von Tieren, die zur Schlachtung nach Deutschland gebracht wurden, 2011)[9]
- Geflügel: 202 Millionen Tiere

Ausfuhr aus Deutschland:
- Rinder: 667.000 Tiere
- Schweine: 2 Millionen Tiere
- Schlachtschweine: 973.000 Tiere (Anzahl von Tieren, die zur Schlachtung aus Deutschland ausgeführt wurden, 2011)[10]
- Geflügel: 264 Millionen Tiere

(Stand 2010 bre. 2011)

#### Österreich
Von 2008 bis 2018 exportierte Österreich ca. 1 Million Tiere in Drittländer. 221 Tausend Tiere gingen in Drittstaaten, wie etwa die Türkei (117.151 Tiere), Algerien (38.133), Russland (15.356), Usbekistan (12.675) und Aserbaidschan (9.301).

## Gründe für Transporte
Wirtschaftlichkeit
Unter dem Kostendruck, den die Verbraucher in ihrem Verlangen nach billigstem Fleisch erzeugen, sowie zur Gewinnsteigerung von Lebensmittelunternehmern werden Standorte in der Produktionskette dorthin verlagert, wo das Lohnniveau (zum Beispiel für Zerleger) geringer, der Sozial- und Arbeitsschutzstandard niedriger, die Durchsetzung von Tierschutz- oder Hygieneregeln lockerer und ein Sanktionsrisiko geringer ist und damit ein Wettbewerbsvorteil sowie ein rein wirtschaftliches Kalkül lockt. In Relation zu den zurückgelegten Wegen sanken die Beförderungskosten durch insoweit verbesserte Transportmittel und Infrastruktur sowie zunehmende Spezialisierung und Zentralisierung stark, was etwa Flugreisen mit Sportpferden oder Haushunden oder lange Beförderungen von Schlachtvieh erst attraktiv erscheinen ließ.
Spezialisierung
In der Lebensmittelerzeugung spezialisieren sich Tierhalter zunehmend wie etwa in der Schweinehaltung auf reine Zucht- oder Masttätigkeit oder auf begrenzte Produktions- bzw. Altersstufen.
Zentralisierung
Großschlachthöfe oder Großtierhändler für besondere Tierarten (wie Reptilien) entstehen, gegen die kleinere regionale Betriebe kaum konkurrieren können. Das verlängert Transportwege.
Sonstige
Eröffnung einer Möglichkeit des Schlachtens nach örtlichen religiösen oder traditionellen Riten (Schächten).
Es werden auch Masttiere in Länder transportiert (z. B. Spanien), in denen Haltungsformen erlaubt sind, die in Ländern mit strengeren Vorschriften verboten sind (z. B. Deutschland).
- Einfuhr exotischer Tierarten, eventuell aus Wildfängen.
- Austausch von Zootieren
- Erwerb von Haustieren
- Mitnahme von Haustieren auf Reisen
- Mitnahme des eigenen Pferdes zu Reitturnieren, weil dieses besonders trainiert ist
- Dressierte Tiere von Zirkusunternehmen

## Rechtslage

### Europäische Union
Für die Mitgliedstaaten der EU galten insbesondere die Richtlinien 91/496/EWG und 91/628/EWG. Letztere sah eine Höchstdauer je Transport von acht Stunden vor, die unter bestimmten Bedingungen (Spezialfahrzeuge, Pausen-/Versorgungsintervalle) unbegrenzt verlängert werden kann. Je nach Tierart dürfen die Fahrzeuge eine bis fünf Ladeebenen haben: z. B. Pferde einstöckig, Rinder zweistöckig, Schafe und Kälber dreistöckig und Jungtiere (Lämmer, Kälber, Ferkel) vier- oder fünfstöckig. Tiergruppen dürfen nur bis zu einer bestimmten Stückzahl zusammen transportiert werden. So dürfen zum Beispiel nur 25 Kälber zusammengesetzt werden. Sollen mehr Tiere mit einem Transporter bewegt werden, so müssen sie durch eine feste Abtrennung getrennt werden.
Unmittelbar, also ohne dazu nötige Umsetzung durch nationales Recht regelt seit 5. Januar 2007 vor allem die Verordnung (EG) Nr. 1/2005 vom 22. Dezember 2004 Tiertransporte und verschafft unter anderem den Bestimmungen vorgenannter Richtlinien Geltung. Sie gelten nicht für Transporte, die „nicht in Verbindung mit einer wirtschaftlichen Tätigkeit“ oder auf Anleitung eines Tierarztes direkt in eine oder aus einer Tierarztpraxis durchgeführt werden, und nur eingeschränkt für Landwirte mit eigenen Transportmitteln, die Tiere in Wanderhaltung oder ihr eigenes Tier im Umkreis von weniger als 50 km um ihren Betrieb befördern.
Die Durchführung amtlicher Kontrollen sind seit 14. Dezember 2019 anwendbar durch die Verordnung (EU) 2017/625 geregelt.
Die EU-Kommission hatte eine von 31. März 2020 bis 1. Juni 2020 gültige Durchführungsverordnung erlassen, die den Mitgliedsstaaten angesichts der COVID-19-Pandemie Möglichkeiten zur Vereinfachung insbesondere zur Eindämmung von direkten Kontakten mit den Transportunternehmern und ihrem Personal eröffnete.

#### Dauer der Transporte
Liegen der Versandort und der Bestimmungsort im Inland darf laut Verordnung (EG) Nr. 1/2005 der Transport zu einem Schlachtbetrieb höchstens acht Stunden betragen. Abweichungen sind möglich, soweit die Transportdauer aus unvorhersehbaren Umständen überschritten wird oder wenn der Transport auf einem speziellen Fahrzeug nach der Verordnung Nr. 411/98/EG stattfindet. Während Transporte von bis zu acht Stunden in Normalfahrzeugen erlaubt sind, sind für längere Transportzeiten Spezialfahrzeuge mit Tränkesystem und Ventilatoren vorgeschrieben. In der nicht der EU angehörenden Schweiz ist die Transportdauer auf sechs Stunden limitiert.
Tiertransporte in der ökologischen Landwirtschaft sind ebenfalls gesetzlich auf acht Stunden begrenzt. Die ökologischen Anbauverbände Bioland, Naturland und Demeter verpflichten sich selbst aber dazu, Tiertransporte auf vier Stunden und möglichst nicht mehr als 50 km zu begrenzen.

#### Umsetzung in Deutschland
Die EU-Richtlinie wurde 1997 als Tierschutztransportverordnung (TierSchTrV) umgesetzt. Der Durchführung der aktuellen EG-Tiertransportverordnung dient die weitgehend auf sie verweisende aktuelle TierSchTrV mit wenigen nationalen Sonderregeln zum Beispiel zum Nachnahmeversand.
Das Umweltministerium in Bayern hat 2019 eine Liste von 17 Staaten erarbeitet, bei denen Zweifel bestehen, dass Tierschutzstandards durchgehend beim Transport bis zum Zielort der Tiere eingehalten werden.

### Neuseeland
Nach dem im Jahr 2020 die Gulf Livestock 1 mit rund 5800 Rindern an Bord sank, hat die neuseeländische Regierung Lebendexporte per Tiertransporter vorübergehend untersagt und im April 2021 das Verbot definitiv ausgesprochen.

## Probleme und Kritik
Tierschützer beklagen, dass selbst bei Einhaltung der geltenden gesetzlichen Bestimmungen die Tiere während der Transporte große Qualen ertragen müssten. Sie litten während der Transporte an Erschöpfung, Dehydratation und Stress. Bei sommerlichen Temperaturen würden die Transportbedingungen besonders qualvoll.
Die Regelungen zum Tiertransport würden nur bei Transporten in Verbindung mit einer wirtschaftlichen Tätigkeit greifen. Private Transporte von Heimtieren seien nicht geregelt, wenn von allgemeinen Bestimmungen des Tierschutzes und der Straßenverkehrsordnung abgesehen werde.
Im Zusammenhang mit privaten Transporten von Heimtieren spielen Tiertransportboxen eine Rolle; für den Transport gemäß Verordnung (EG) Nr. 1/2005 enthält die deutsche TierSchTrV für solche Behältnisse – außer bei Luftversand – besondere Anforderungen zu Größe und Höchstzahl etwa bei Hunden, Katzen, Kaninchen oder Vögel (zum Beispiel im Kabinenexpress).